# Obârșeni (gmina Vinderei)
Obârșeni – wieś w Rumunii, w okręgu Vaslui, w gminie Vinderei. W 2011 roku liczyła 945 mieszkańców.